# Chantiers navals Gamelin
Pour les articles homonymes, voir Gamelin (homonymie).
Les Chantiers  Gamelin est une ancienne entreprise française spécialisée dans la construction navale et la réparation en utilisant les matériaux aluminium et acier. Créée à Marans, elle s'est installée ensuite sur le port de la Pallice, à La Rochelle, et sur le port de Saint-Malo.
L'entreprise fut mise en redressement judiciaire le 5 décembre 2008, puis mise en liquidation fin janvier, avec prorogation de l'activité. Son directeur et fondateur, déprimé, s'est donné la mort à la suite de cet événement. Malgré la médiatisation de l'affaire par sa fille Fanny, et l'appel aux dons pour sauver les emplois, l'entreprise sera liquidée et reprise.
Le repreneur désigné en première instance par le tribunal de commerce, en février 2009 et contre l'avis du procureur et des salariés, est la Société Morbihannaise des Iles (SMI), sous le nom de Société Nouvelle des Chantiers Gamelin. La SMI regroupe la CNM et CNIM. Mais le parquet fait appel, et en seconde instance c'est Ocea associé à Socarenam qui sont désignés. Ocea reprend donc le site de La Rochelle et 49 employés tandis que Socarenam reprend celui de Saint-Malo et ses 29 employés.
La société est radiée le 20 mars 2018.

## Histoire

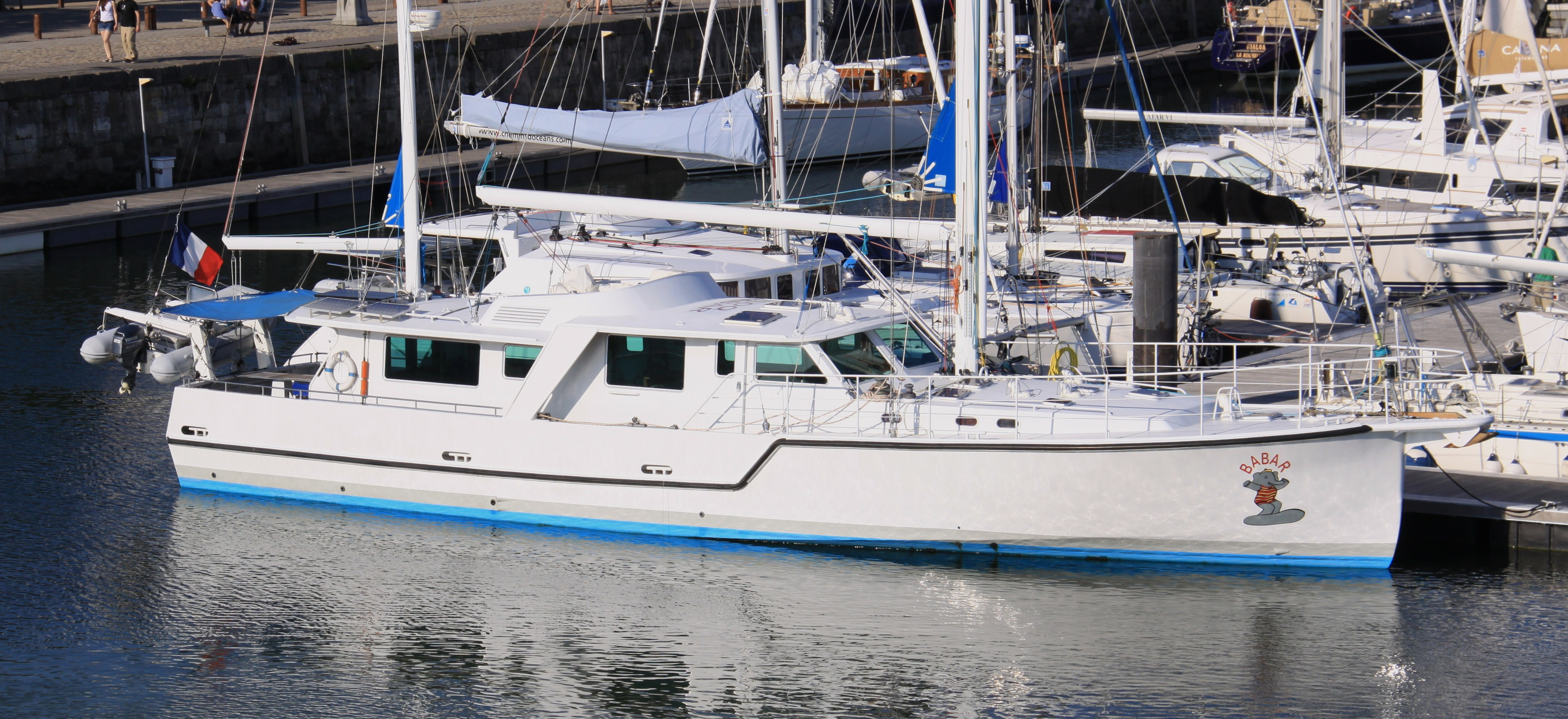
Le ketch auxiliaire Babar construit par les Chantiers Navals Gamelin en 1997

Les chantiers sont créés par Joël Gamelin en 1983 pour la mise en forme de bateau de plaisance en aluminium. Rapidement, la  maîtrise technique de l’aluminium a permis aux chantiers de travailler avec les ACRP constructeur de l’Alcyone du commandant Cousteau sur le formage des bordées de la coque en aluminium. 
En 1984, le développement de l'entreprise est assurée par le Nautile, un bateau destiné à la mytiliculture.
C'est en 1986 que le premier navire à passagers sort des cales. Cette production représente aujourd'hui une grande partie de l’activité du chantier.
Le Tocqueville, transport de passagers à grande vitesse de 37 m, sort des chantiers à l'été 2007. C'est un navire ambitieux tout en aluminium transportant 260 passagers destiné à desservir les îles anglo-normandes.
La société a produit, en compagnie du Chantier Naval des Minimes, les bus de mer électriques Copernic et Galilée lancés en mai 2009 par la société Alternatives Énergies.
La société a produit, sur conception CNIM, en 2008 le prototype du Landing Catamaran, un navire de débarquement tout aluminium à vocation autant militaire que civile, qui révolutionne le segment. Il a servi à valider le concept et à satisfaire les tests de la Marine Nationale qui a décidé d'en acquérir huit.